# Suninholma
Suninholma är en ö i Finland. Den ligger i Skärgårdshavet och i kommunen Sankt Karins i den ekonomiska regionen  Åbo ekonomiska region i landskapet Egentliga Finland, i den sydvästra delen av landet. Ön ligger omkring 16 kilometer sydöst om Åbo och omkring 140 kilometer väster om Helsingfors.
Öns area är 4,5 hektar och dess största längd är 330 meter i sydöst-nordvästlig riktning. Ön höjer sig omkring 20 meter över havsytan. I omgivningarna runt Suninholma växer i huvudsak blandskog.